# Volo in diretta
Volo in diretta è stato un programma televisivo condotto da Fabio Volo, in onda dal 21 marzo 2012 su Rai 3 in seconda serata, inizialmente dal mercoledì al venerdì e, da maggio 2012, dal martedì al giovedì. Dal gennaio 2013 sino alla fine della messa in onda del programma, avvenuta il 6 febbraio dello stesso anno, la programmazione è stata ridotta a soli due episodi settimanali, il martedì e il mercoledì.

## La trasmissione

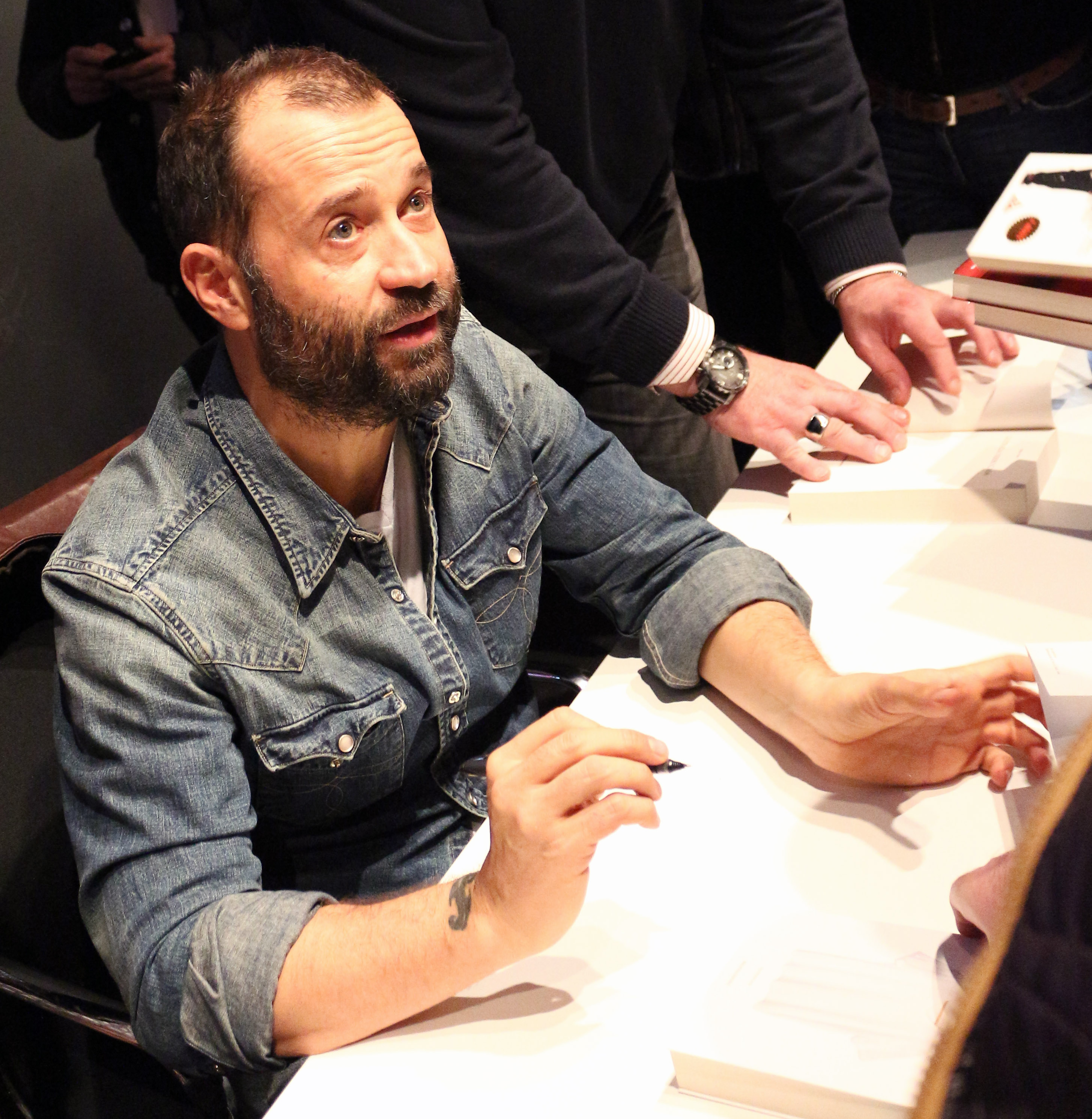
Fabio Bonetti, in arte Fabio Volo

Volo in diretta, come si evince dal titolo, è stato trasmesso in diretta dagli studi Rai di Milano.
Il programma univa discorsi sui fatti quotidiani e sulle più importanti notizie del giorno a toni umoristici e vere e proprie gag, unendo l'informazione a un tono leggero e divertente. In ogni puntata ci sono stati vari ospiti, artisti dello spettacolo e non. Un gioco di telecamere, inoltre, mostrava ciò che accadeva in studio e ciò che avveniva dietro le quinte.
Ogni puntata era solita finire con il montaggio di un video dove Fabio Volo visita una grande città (solitamente straniera) e attacca un post-it con una frase su lampioni o muri, sullo sfondo pittoresco di un monumento o di un panorama dall'alto. Il tutto era accompagnato dai titoli di coda e dal sottofondo musicale di Across the Universe dei Beatles, nella versione cover di Rufus Wainwright.

### Musica

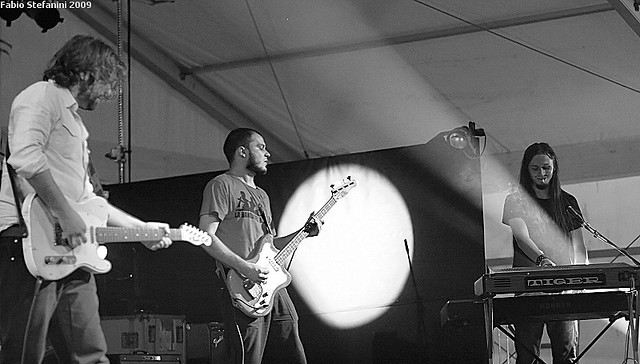
I Calibro 35, protagonisti degli intermezzi musicali durante la seconda messa in onda del programma

Nel programma, durante la prima edizione, suonava stabilmente una band musicale, gli A Toys Orchestra, che già collaborarono con Fabio Volo componendo un brano per il film Il giorno in più, tratto dal suo omonimo romanzo.
Nella seconda edizione gli A Toys Orchestra vengono sostituiti dai Calibro 35.

### Autori e regia
Gli autori del programma durante la prima edizione sono stati Cristian Biondani, Andrea Bempensante, Andrea Boin, Federico Taddia, Laura Piazzi, Marco Trombetti e Raffaele Bruscella.
Gli autori della seconda edizione sono stati invece Luca Bottura, Andrea Bempensante, Martino Clericetti, Paolo Cananzi, Giorgio Cappozzo, Stefano Andreoli, Marco Trombetti e Daniele Zanzari.
La regia era affidata a Cristian Biondani, il montaggio a Ronnie Zanni.

## Puntate
La prima edizione del programma, andata in onda dal 21 marzo al 31 maggio 2012, ha visto la messa in onda di 33 episodi. Il primo episodio della seconda edizione è stato mandato in onda il 9 ottobre dello stesso anno, mentre il quarantatreesimo e ultimo appuntamento con Volo in diretta si è tenuto il 6 febbraio 2013.
Mentre nella prima edizione a presentare Volo in diretta è il solo Fabio Volo, dalla seconda edizione quest'ultimo è affiancato nella direzione del programma dall'attrice britannica Jane Alexander. Nel gennaio 2013 Jane Alexander torna a condurre Mistero, in onda su Italia 1; Volo viene quindi affiancato, anche se solo per un episodio, dalla giornalista svizzero-italiana Natascha Lusenti, salvo poi essere sostituita nelle serate successive da Francesca Fialdini.